# Alan Johnston
Alan Graham Johnston (født 17. maj 1962) er en engelsk journalist fra BBC, der i 2007 var kidnappet i næsten fire måneder i Gaza.
Alan Johnston har været korrespondent for BBC i Usbekistan, Afghanistan og senest i Gaza, hvor han var den eneste vestlige journalist med fast ophold. Han skulle efter planen stoppe som korrespondent i Gaza 1. april 2007 efter tre år, men 12. marts blev hans bil fundet forladt på gaden, og hans visitkort blev fundet på stedet.
Palæstinensisk politik fandt frem til, at fire bevæbnede mænd var set nær bilen, og Johnston menes at være bortført fra stedet. Imidlertid kom der ingen krav for hans frigivelse, og det var i mange uger uklart, hvilke motiver der lå bag hans bortførelse. Først 9. maj modtog tv-stationen al-Jazeera et videobånd fra Johnstons bortførere, der kaldte sig Islams hær. Båndet indeholdt billeder af blandt andet Johnstons BBC-kort, og der var krav om, at Storbritannien skulle frigive fanger, herunder sheik Abu Qatada.
De palæstinensiske myndigheder fordømte fra begyndelsen kidnapningen og udsendte en appel om Johnstons frigivelse. Det blev støttet af de to store politiske bevægelser, Hamas og Fatah. Senere fulgte appeller fra blandt andet den britiske udenrigsminister, Alan Johnstons far, politiske ledere fra det øvrige Mellemøsten, FN's generalsekretær Ban Ki-moon og EU-parlamentet.
I juni kom der forlydender om, at et videobånd med billeder af Johnston med sprængstof bundet til sig var set, og der havde også været forlydender om, at en terroristgruppe havde henrettet ham, men kravene til hans frigivelse modsagde dette.
Myndighederne kom i dialog med kidnapperne, og overvejelser om at befri Johnston med magt blev afslået af de britiske myndigheder. 
4. juli 2007 blev Alan Johnston omsider frigivet til Hamas-lederen Ismail Hanieyh. Han var træt, men uhyre lettet, og Hamas, der havde overtaget ledelsen i Gaza nogle uger forinden, påtog sig ansvaret for, at Johnston var blevet frigivet.